# Diego López IV de Haro

Escudo de la Casa de Haro

Diego López IV de Haro (fallecido en 1289), hijo de Lope Díaz III de Haro y Juana Alfonso de Molina, fue noveno señor de Vizcaya entre los años 1288 y 1289.

## Biografía
Con la muerte su padre comenzaron los enfrentamientos entre Vizcaya y Castilla. Diego López se unió a Navarra y Aragón para combatir a don Sancho y reconocer como rey de Castilla a Alfonso de la Cerda. La cosa se le complicaba ya que varios pueblos fueron cayendo en manos de don Sancho, entre ellos Labastida, Orduña y Valmaseda. En esto, Vizcaya respondió al llamamiento de don Diego y se armaron sus casas, fuertes y castillos, apellidándole por señor de la tierra vizcaína. Finalmente Sancho ocupó Vizcaya.
La muerte de Diego López IV sin hijos hizo que su herencia fuese disputada.